# Загородне (Багратіоновський район)
Загородне (рос. Загородное) — селище Багратіоновського району, Калінінградської області Росії. Входить до складу Гвардійського сільського поселення.
Населення — 97 осіб (2015 рік).

## Географія
Селище розташоване за 2 км від районного центру — міста Багратіоновська, 35 км від обласного центру — міста Калінінграда та 1087 км від Москви.

## Історія
Мало назву Шлодіттен до 1946 року.

## Населення
За даними перепису 2010 року, у селищі мешкало 97 осіб, з них 45 (46,4 %) чоловіків та 52 (53,6 %) жінок. Згідно з переписом 2002 року, у селі мешкало 93 осіб, з них 42 чоловіків та 51 жінок.